# Les Histoires farfelues de Félix le Chat
Les Histoires farfelues de Félix le Chat (The Twisted Tales of Felix The Cat) est une série télévisée d'animation américaine en 21 épisodes (au rythme de 2 ou 3 parties ou histoires par épisode), créée en 1995. Elle est produite par le fils de Joe Oriolo : Don Oriolo (en), avec les studios Film Roman. Elle est diffusée en version originale entre le 16 septembre 1995 et le 25 novembre 1997 sur CBS, aux États-Unis.
La série reprend Félix le Chat, la vedette de la série des courts métrages d'animation dans les années 1920. Joe oriolo avait précédemment animé la série télévisée Félix le chat (1958-1961) avec ce même personnage.
En France, la série est diffusée le 9 septembre 1996 dans l'émission La Planète de Donkey Kong sur France 2. Quelques rediffusions sont programmées entre 1999 et 2002, dans Anime tes vacances, puis dans KD2A sur la même chaîne et enfin sur Télétoon.

## Synopsis
Félix le Chat est de retour avec de nouvelles aventures.

## Fiche technique
Sauf indication contraire, les informations mentionnées dans cette section peuvent être confirmées par la base de données cinématographiques IMDb,  présente dans la section « Liens externes ».
- Réalisation : (d'après les personnages de Pat Sullivan, Otto Messmer et Joe Oriolo)
 Mr. Lawrence, Timothy Björklund, Milton Knight (en), Lynne Naylor (en), Chris Moeller, Blair Peters, Jim Schumann, Dominic Polcino, Robin Steele, Russell Crispin, Christian Roman, Chris Bartleman, Phil Robinson, Patrick A. Ventura, Patty Shinagawa, Craig Handley, Brian Sheesley, Pamela Stalker, John Stevenson Craig Kellman, Pete Michels, David Preston, Brett Varon, Paul Vester
- Scénario : Timothy Björklund, Mr. Lawrence, Martin Olson, Mark Evanier, Milton Knight (en), Lynne Naylor (en), Jeremy Kramer, Chris Moeller, Christian Roman, Craig Kellman, Blair Peters, Stephen DeStefano, Jim Schumann, Dominic Polcino, Mike Frank Polcino, Robin Steele, Russell Crispin, Chris Bartleman, Bob Koch, Phil Robinson, Patrick A. Ventura, Patty Shinagawa, Susan Crossley, Craig Handley, Eric S. Keyes, Brian Sheesley, Pamela Stalker, John Stevenson, Larry Swerdlove, Pete Michels, Michael Ouweleen, David Preston, Brett Varon, Paul Vester
- Producteurs : Don Oriolo (en), Phil Roman, Timothy Björklund, Jim Wyatt, Damon P. Yoches, Eben F. Eldridge, Tony Garcia, David Singer, Craig Kellman
- Musique : Don Oriolo (en), « Club Foot Orchestra (en) », Nathan Wang, Richard Marriott (en)
- Montage : Don Barrozo, Lee Harting
- Genre : Série d'animation, comédie d'aventures fantastiques
- Langue : Anglais
- Format : Couleur
- Durée : 25 minutes par épisode (environ 8 minutes par histoire)
- Dates de sortie : 
  - États-Unis : 16 septembre 1995, sur CBS
  - Canada : 14 juillet 1996, sur Société Radio-Canada (CBC)
  - France : 2 août 1996, sur France 3

## Distribution
- Thom Adcox-Hernandez, puis Charles Adler (saison 2 seulement) (VF : Luq Hamet) : Félix.
- Phil Hayes (VF : ?) : Rosco
- Jennifer Hale (VF : ?) : Candy Kitty
- Tony Jay (VF : Gérard Surugue) : Peking Duck
- Cree Summer (VF : ?) : Sheba Beboporeba
- Tony Pope (VF : Gérard Surugue) : Shamus T. Goldcrow
- Cam Clarke (VF : Luq Hamet) : Poindexter (saison 2 seulement)

## Caractéristiques de la série
Félix est accompagné par de nouveaux personnages mais conserve cependant les caractéristiques de la série précédente de 1959, comme le sac magique, ou la présence de certains personnages, tel Poindexter. L'animation y est plus complexe, et l'action, mouvementée. L'humour est très présent : il est caractérisé par un ton délirant et absurde, poussé jusqu'au surréalisme et au psychédélisme.
Félix retrouve sa personnalité de chat adulte frondeur et turbulent de la série des années 1920, contrairement aux années 1960, où il était assagi et plus enfantin.

## Épisodes
Les titres originaux des 58 histoires des 21 épisodes en anglais sont donnés sur le site Big Cartoon DataBase et IMDb

### Première saison (1995)
1. Tas de Plumes (Guardian Idiot) · Le Barjomètre (Space Time Twister) · Tire pas sur la ficelle  (Don't String Me Along)
2. Le Roi Dégoûtant (partie 1 et 2) (The Sludge King (en deux parties)) · Félix sur Mars (Mars Needs Felix)
3. La fête foraine (Step Right Up) · Quel cinéma! (Now Playing - Felix) ·  Le pays de nulle part (Jailhouse Shock)
4. Le Triangle des Bermudes (The Manhattan Triangle) · Le gruyère pétrifié (The Petrified Cheese)
5. Le musée du rock'n'roll (Felix in Psychedelicland) · Le voyage désenchanté (Middle Aged Felix)
6. L'ordre des chats noirs (Order of the Black Cats) · Souffler n'est pas jouer (Now Boarding) · Le cochon tirelire (Felix Breaks the Bank)
7. Dansons sous la pluie (Noah's Nightclub) · Félix chercheur d'or (Felix's Gold Score) · Après la pluie, la pluie (Forever Rafter)
8. On a enlevé la Terre (The Earth Heist) · L'attaque du Toc Toc (Attack of the Tacky)
9. Les cassettes en folie (Felix in Nightdrop Land) · L'histoire choquante (Shocking Story)
10. La Capitale (Love at First Slice) · Le concours des tartes (Space Case) · Félix et les pirates (Peg Leg Felix)
11. Félix rentre dans sa coquille (Shell Shock) · L'affaire du Sac Magique (The Big Hunt)
12. Félix est dans le bain (Felix's Big Splash) · Le Fantôme Glouton (Gross Ghost) · Omer, le Roi des mers (The Underwater Kingdom)
13. La peinture en 3D (Wet Paint) · Félix reporteur (News Blues) · L'armée de papier (Copycat)

### Deuxième saison (1996)
1. La dernière demeure (Surreal Estate) · Le Faux Frère (Phony Phelix) · Attention aux boulettes! (Five Minute Meatball)
2. On parie (Bet A Billion Bill) · L'histoire sans fond (Background Details) · L'affaire est dans le sac (Viva Lost Wages)
3. Le royaume sans humour (The Punderground) · La créature du cauchemar (Nightmare on Oak Street) · Le vaisseau spatial spécial (Star Trash)
4. Fuzzy le lapin (partie 1 et 2) (The Fuzzy Bunny Show (deux parties)) · La voix lactée (The Milky Way)
5. Le faux Sac Magique (Black Magic Bag) · L'affaire glaciale (The Maltese Milkshake) · Le robot du Professeur (Attack of the Robot Rat)
6. Cœur de métal (The Extraterrestrial Robot) · L'aspiro-cervo (Battle of the Superbrains) · Au pays de la télé ( Full Screen)
7. ? (The Golden Whatnot) ·  ? (The Mountain of Evil) ·  ? (Auto Biography)
8. Savabandes dessinées (Comicalamities) · Super Félix (Superfelix) · La Fée-Sosie (Dueling Whiskers)